# Alcis tricyrta
Alcis tricyrta är en fjärilsart som beskrevs av Eugen Wehrli 1943. Alcis tricyrta ingår i släktet Alcis och familjen mätare. Inga underarter finns listade i Catalogue of Life.